# Агріппа Кастор
Агріппа Ка́стор (дав.-гр. Ἀγρίππα Κάστορος, лат. Agrippa Castor) — християнський письменник, давньоримський богослов, апологет II століття з Александрії.
Агріппа написав твір-спростування 24-томного твору, написаного єретиком Василідою проти Євангелія, в якому показав помилки гностицизму і брехню його єресі. Агріппа пояснив, що імена пророків — Варкави, Варкофа і Вархобанда і інші, ніколи не існували, як і вони самі; а були вигадані Василідом, щоб увести в оману вразливих людей; ім'я ж верховного бога Абраксаса (у Василіда) також вигадане; причому, згідно з підрахунками греків, сума числових значень семи грецьких букв, що входять в слово «Абраксас», повинна скласти триста шістдесят п'ять — кількість днів в році. У цьому ж творі Агріппа оповідає про те, що Василид вчить їсти ідольські жертви й спокійно відрікатися від віри під час гонінь; наказує, слідуючи Піфагору, п'ятирічне мовчання тим, хто приходить до нього.
Відомості про Агріппу Кастора повідомляють Євсевій Кесарійський в творі «Церковна історія» і Ієронім Стридонський в творі «Про знаменитих мужів». Твори Агріппи Кастора до нас не дійшли, уривок з Історії Євсевія поміщений в п'ятому томі зібрань праць «Грецька патрологія».